# Rose Vestris

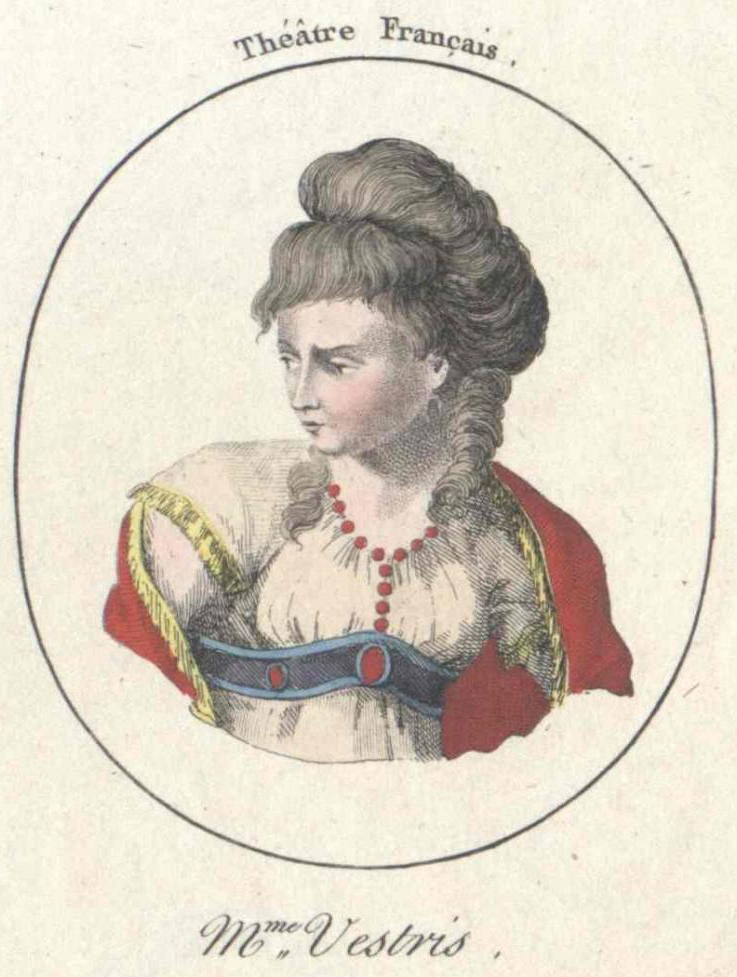
Madame Vestris

Françoise Marie Rosette Gourgaud, bekannt als Rose Vestris, oder auch Madame Vestris (* 7. April 1746 in Marseille; † 5. Oktober 1804 in Paris), war eine französische Schauspielerin.
Vestris war die jüngere Schwester des Schauspielers Dugazon und Tochter des Schauspielers Dugazon père. Erste Bühnenerfahrung sammelte sie bei der französischen Schauspieltruppe in Stuttgart, am Hof des Herzogs Carl Eugen von Württemberg. In dieser Zeit heiratete sie den Bühnenkollegen Angiolo Vestris, dessen Namen sie annahm.
Ihr Debüt an der Comédie-Française feierte sie 1768, wo sie auch Schauspielunterricht von Lekain bekam. Der Duc de Choiseul war ihr sehr zugetan und so bekam sie sehr schnell ein festes Engagement. Vestris verfolgte ihre Karriere sehr entschlossen und konnte auch den Duc de Duras für sich gewinnen. Dabei ging es darum, ihre direkte Konkurrentin, Mademoiselle Saint-Val aînée, aus den besten Rollen zu verdrängen. Nachdem Saint-Val eine Verleumdung gegen sie in die Welt gesetzt hatte, kam es zum Skandal und Saint-Val wurde aus der Comédie ausgeschlossen und aus Paris verwiesen. Beim Publikum kam das weniger gut an und bei Dramen mussten sogar Saalwachen aufgestellt werden, damit das Publikum im Zaume zu halten war. Jedoch verlief ihre weitere Karriere reibungslos und sie konnte in 34 Uraufführungen ihre Schauspielkunst zum Besten geben.
In der Zeit der Revolution, die sie sehr befürwortete, spielte sie in einer Truppe, die sich Théâtre de la République nannte,  die im Salle Richelieu, dem heutigen Stammhaus der Comédie, Quartier genommen hatte. Ein wenig später spielte sie, bis zur Wiederbelebung der Comédie 1799, am Théâtre Feydeau, konnte aber an ihre alten Erfolge nicht mehr anknüpfen.